# Zoran Kvržić
Zoran Kvržić (ur. 7 sierpnia 1988 w Doboju) – bośniacki piłkarz, grający na pozycji pomocnika.

## Kariera klubowa
Kvržić całą profesjonalną karierę spędził w Chorwacji, do której wyjechał mając 16 lat. Przez sześć pierwszych lat występował w NK HAŠK, w latach 2010−2013 był graczem NK Osijek, a latem 2013 roku przeniósł się do HNK Rijeka. W sezonie 2015/2016 był wypożyczony do Spezii Calcio, a latem 2016 wypożyczono go do mołdawskiego klubu Sheriff Tyraspol.

## Kariera reprezentacyjna
W reprezentacji Bośni i Hercegowiny zadebiutował 16 grudnia 2011 roku w towarzyskim meczu przeciwko Polsce. Na boisku przebywał do 56 minuty meczu
| Mecze i gole w reprezentacji | Mecze i gole w reprezentacji | Mecze i gole w reprezentacji | Mecze i gole w reprezentacji | Mecze i gole w reprezentacji | Mecze i gole w reprezentacji | Mecze i gole w reprezentacji |
| #                            | Data                         | Stadion                      | Rywal                        | Wynik                        | Gol                          | Rozgrywki                    |
| 2011                         | 2011                         | 2011                         | 2011                         | 2011                         | 2011                         | 2011                         |
| ---------------------------- | ---------------------------- | ---------------------------- | ---------------------------- | ---------------------------- | ---------------------------- | ---------------------------- |
| 1.                           | 16.12.2011                   | Aksu, Turcja                 | Polska                       | 0:1                          | 0                            | towarzyski                   |
| 2013                         |                              |                              |                              |                              |                              |                              |
| 2.                           | 11.10.2013                   | Zenica, Bośnia i Hercegowina | Liechtenstein                | 4:1                          | 0                            | El. MŚ 2014                  |
| 3.                           | 18.11.2013                   | Saint Louis, USA             | Argentyna                    | 0:2                          | 0                            | towarzyski                   |

## Sukcesy
Rijeka
- Puchar Chorwacji: 2014